# Hans von Hayek

Hans von Hayek

Hans von Hayek (* 19. Dezember 1869 in Wien, Österreich-Ungarn; † 17. Januar 1940 in München) war ein österreichisch-deutscher Maler.

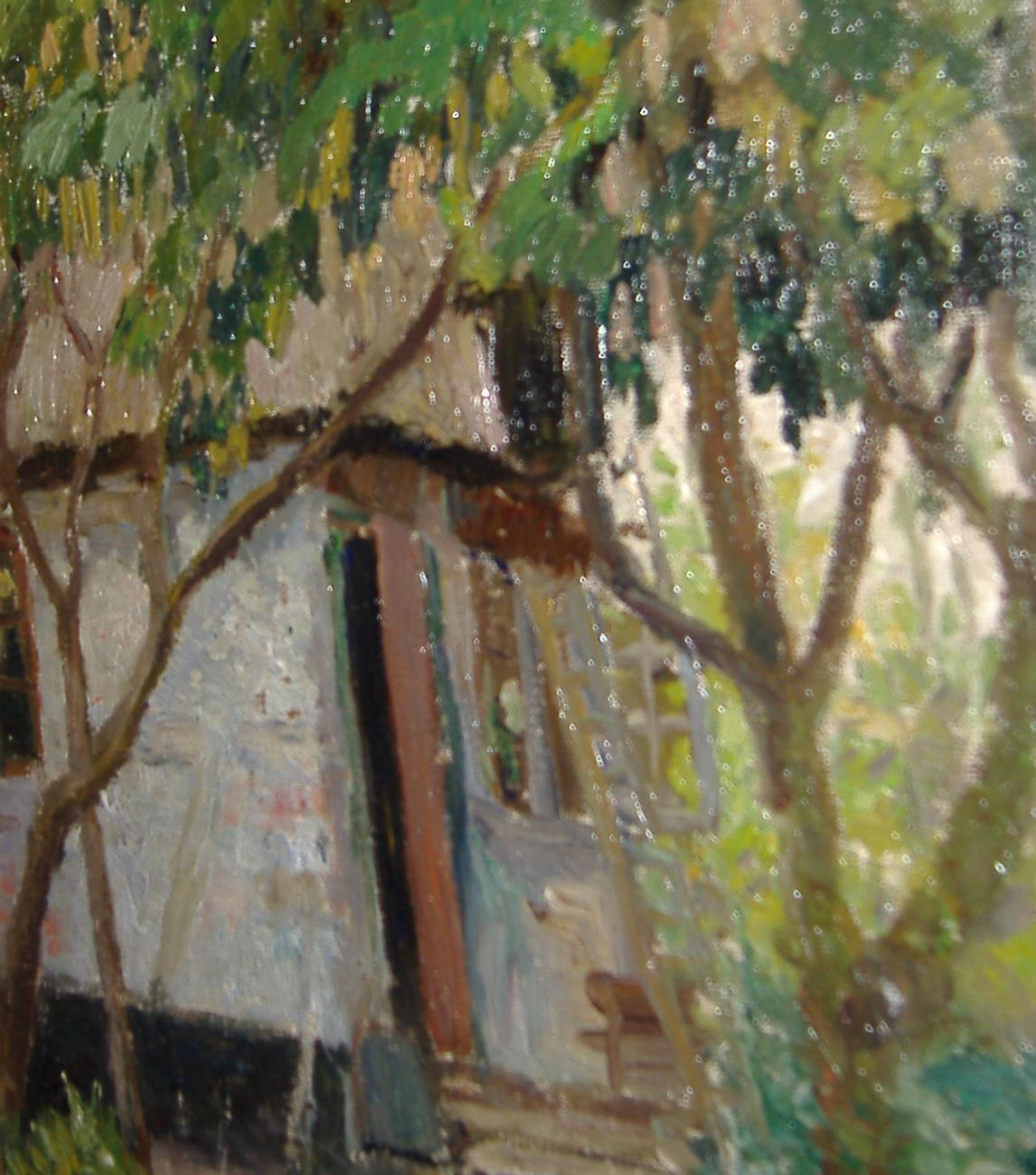
Hans von Hayek: Moosschwaige im Augustenfeld

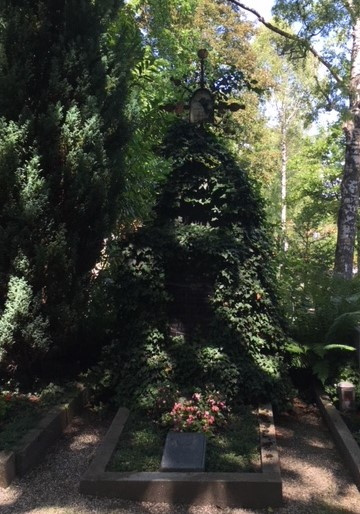
Grabstätte des Künstlers "Alter Friedhof Dachau"; ABT. II, Nr. 58

## Biographie und künstlerisches Wirken
Hans von Hayek studierte nur kurze Zeit an der Wiener Kunstgewerbeschule. 1891 kam er nach München. Dort studierte er an der Kunstakademie u. a. bei Gabriel von Hackl, Wilhelm von Lindenschmit dem Jüngeren und Carl von Marr. Bald begegnete er den Freiluft- und Tiermaler Heinrich von Zügel, der seinen künstlerischen Weg maßgebend beeinflusste. Hans von Hayek verließ München, zog nach Olching an der Amper und kam schließlich 1900 nach Dachau. Seinerzeit war der Markt als Künstlerort international bekannt. Dort gründete er eine private Malschule (die er bis 1915 leitete) und widmete sich überwiegend der Freilichtmalerei. Zu seinem Schülerkreis zählten u. a: Hugo Hatzler, Hermann Stenner, Richard Graef, Berta Kaiser, Anna Klein, Carl Olof Petersen und Norbertine Bresslern-Roth. Über die Malschule Hayek schrieb Carl Thiemann in seinen Erinnerungen an den Künstlerort Dachau:
Im Sommer kamen zahlreiche Schüler und Schülerinnen zu ihm, die dann entweder im Atelier oder im Freien nach der Natur ihre Studien machten. Da sah man dann in den verschiedenen Teilen der so abwechslungsreichen Dachauer Landschaft im Moos, an der Amper, in den Wiesen, um einen schönen Baum herum gruppiert, die Maljünger und 'Malweiber', wie damals die Malerinnen allgemein bezeichnet wurden, stehen oder sitzend und malen, oft sehr zum Ärger der Bauern, denen dabei das Gras zertrampelt und oft auch mit den Ölfarbresten… verunreinigt wurde (Thiemann o. J., S. 18).
Der finanzielle Erfolg ermöglichte ihm ausgedehnte Studienreisen. Es besuchte Paris, Holland, Hamburg, die Riviera sowie kleine Fischerdörfer an der Ost- und Nordsee.
Als Mitglied des erweiterten Vorstandes der Münchener Secession gehörte Hans von Hayek 1904 zu den Organisatoren der X. Ausstellung im Kgl. Kunstausstellungsgebäude am Königplatz, welche gleichzeitig als erste Ausstellung des Deutschen Künstlerbundes bekannt wurde. Er selbst beteiligte sich dort mit dem Ölgemälde Heimkehr von der Arbeit
- wenig später wurde er auch Mitglied des Künstlerbundes. 1908 nahm der Künstler die deutsche Staatsbürgerschaft an.
Während des Ersten Weltkriegs war er als Kriegsmaler eingesetzt und stand dadurch stets im Mittelpunkt der brutalen und unmenschlichen Kämpfe. Nach 1918 lebte Hans von Hayek wieder in München, unterbrochen von langen Reisen nach Indonesien, Colombo, Ceylon, Sumatra u. a. Ländern.
Sein unstetes Leben „hat einen reichen künstlerischen Niederschlag in Zeichnungen, Aquarellen und Ölgemälden gefunden. Katastrophen, wie der Brand des Münchener Glaspalastes 1931 und die Ausbombung von Hayeks Münchner Atelier im Jahre 1945, rissen erhebliche  Lücken in diesen Bestand. Seine restlichen Arbeiten sind in den großen Sammlungen von München, Wien, Krefeld, Stuttgart und in Privathand zu suchen“ (Thiemann-Stoedtner 1981, S. 33 f.).
Der Maler war Mitbegründer des Dachauer Museumsvereins, ferner maßgeblich am Aufbau der Gemäldegalerie und des Bezirksmuseums in genannter Stadt an der Amper beteiligt.
Ein beachtlicher Teil seiner Kunstwerke befindet sich in der Gemäldegalerie Dachau.

## Werke (Auswahl)

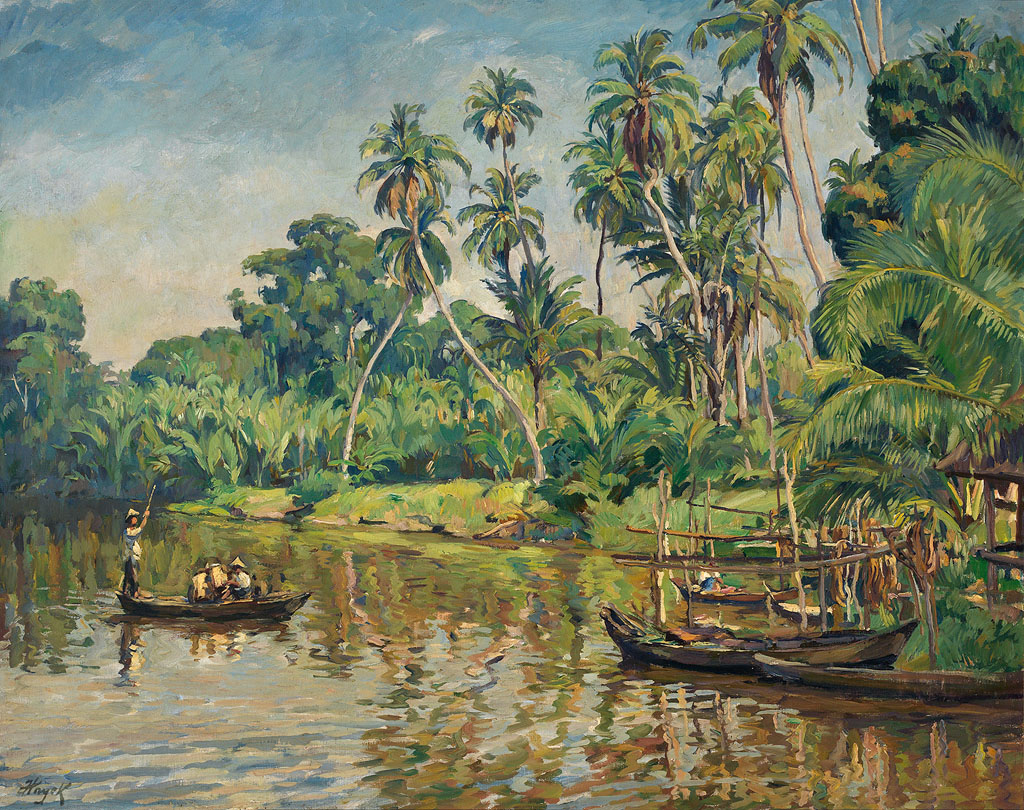
Hans von Hayek: Flusslandschaft auf Sumatra

- Heimkehr von der Arbeit, (Öl auf Leinwand, um 1904)
- Amperbrücke, (Öl auf Leinwand, um 1905)
- Moosdisteln, (Öl auf Leinwand, um 1905)
- Schleißheimer Kanal, (ÖL auf Leinwand, um 1910)
- Reiterin mit grasendem Pferd unterm Baum, (Öl auf Leinwand, 1910)
- Große Wäsche im Ascherbach, (Radierung, um 1912)
- Märzenstimmung am steilen Markthang, (Öl auf Leinwand, um 1915)
- Ein Sonnenstrahl auf dem Rathausplatz in Dachau, (Öl auf Leinwand, um 1910)
- Dachauer Winter, (Öl auf Leinwand, um 1913)
- Moosschwaige im Augustenfeld, (Öl auf Malplatte, um 1908)
- Torfhütten, (Kreidezeichnung, um 1912)
- Schafherde an einem Altwasser im Dachauer Moos, (Öl auf Leinwand, um 1900)
- Dachauer Bauernmarkt, (Bleistiftzeichnung, um 1905)
- Vor dem Frühlingserwachen, (Öl auf Leinwand, um 1908)
- Abenddämmerung über einer blumigen Wiese, (Öl auf Leinwand, um 1910)
- Ein leuchtender Herbsttag an der alten Holzwehranlage in der Amper, (Öl auf Leinwand, um 1900)
- Ein Winterabend am Schleißheimer Kanal, (Öl auf Leinwand, um 1910)
- Ein schneereicher Wintertag am Schließheimer Kanal, (Öl auf Leinwand, um 1910)
- Frühlingsmarkt in einer nördlichen Stadt, (Öl auf Leinwand, um 1905)
- Schafe im Pferch, (Öl auf Malplatte, um 1910)
- Schafherde kreuzt einen Bach, (Öl auf Leinwand, um 1918)
- Herbst auf kleinem Wäldchen, (Öl auf Malkarton)
- Dachauer Landschaft, (Aquarell um 1900–1915)